# Order Honoru (Gruzja)
Order Honoru (gruz. ღირსების ორდენი, ghirsebis ordeni) – wysokie odznaczenie państwowe (order) Gruzji.
Order Honoru został ustanowiony 24 grudnia 1992 roku. Nadawany jest obywatelom Gruzji i cudzoziemcom, którzy przyczynili się do budowy państwa gruzińskiego w obszarze: rządów, obronności, prawa i porządku, gospodarki, zdrowia, kultury, oświaty, nauki, sztuki lub literatury, a także za wybitne zasługi, osiągnięcia sportowe, bohaterstwo i oddanie.

## Opis
Order Honoru ma okrągły kształt i średnicę 38 milimetrów. Siedmioramienna, pleciona złota gwiazda oplata srebrne pole. Pośrodku srebrnego pola o średnicy 20 milimetrów znajduje się wizerunek liścia winorośli z nałożoną na niego siedmioramienną figurą przypominającą asterysk. Pomiędzy ramionami gwiazdy znajduje się sześć srebrnych ziaren w kształcie pestek winogron.
Odznaka orderu mocowana jest ruchomo do zawieszki za pomocą oczka o szerokości 28 mm. Pośrodku białej wstążki znajduje się szeroki niebieski pasek. Po obu stronach niebieskiego paska znajdują się czerwone paski o szerokości 2 mm.
Autorem projektu Orderu Honoru jest grafik i artysta-monumentalista Emir Burjanadze.